# Rytidosperma subulatum
Rytidosperma subulatum là một loài thực vật có hoa trong họ Hòa thảo. Loài này được (A.Rich.) Cope miêu tả khoa học đầu tiên năm 1984.